# Пираты (фильм, 1986)
«Пираты» (англ. Pirates) — фильм режиссёра Романа Полански 1986 года. Фильм снят Францией и Тунисом на английском языке.

## Сюжет
Фильм о пиратском капитане Реде и его помощнике молодом патриоте-французе по прозвищу «Лягушонок». 4 года до событий фильма они проводят на необитаемом острове, затем их подбирает испанский галеон. Ред узнаёт, что корабль везёт золото инков. Поэтому отважный пират поднимает бунт на корабле и вместе с другими матросами захватывает власть.
Получив корабль «Нептун» в распоряжение, Ред обнаруживает на нём трон индейского вождя, сделанный из чистого золота. Подняв на корабле «Весёлого Роджера», он берёт курс на остров контрабандистов, чтобы продать там пленников с корабля и разобраться с одним должником. На острове начался разгул в честь чудом уцелевшего капитана Реда и Лягушонка, пленные испанцы тем временем при помощи пьяницы адвоката с отрезанным языком сумели освободиться (пока большинство пиратов было на острове), вернуть корабль себе и скрыться. Капитан Ред на деньги, полученные от должника, покупает другой корабль и отправляется в погоню. В руках у пиратов осталась племянница наместника Маракайбо. Ред, Лягушонок, негр матрос, и заложница, переодевшись монахами, навещают дядю-наместника, после недолгих пыток он пишет бумагу о выдаче трона «монахам». При перевозке трона их заметил патруль, и их заточили в тюрьму в ожидании виселицы. Племянница наместника влюбилась в Лягушонка, но должна была вместе с троном повторно отправиться в Испанию на «Нептуне». В это же утро приговорённых освобождают пираты, и они вновь отправляются в погоню. Они догоняют галеон, и начинается последняя схватка. Оба корабля тонут, Ред пытается спасти в шлюпке Золотой Трон, а Лягушонок пытается спасти племянницу, но в последний момент кидается на помощь капитану Реду, а племянницу в шлюпке увозит испанский офицер. Финальный кадр: Ред, сидя на Золотом Троне, плывет в шлюпке вместе с Лягушонком.

## Производство
Роман Полански на протяжении немалого числа лет мечтал снять фильм о пиратах — в роли капитана он видел Джека Николсона, а сам хотел сняться в роли «Лягушонка». Главную женскую роль могла исполнить Настасья Кински.
Галеон «Нептун» был специально построен для съёмок фильма по старым чертежам. Позднее корабль стал музеем и находится в Италии в гавани города Генуи.

## Скандал
В 2010 году Шарлотта Льюис выдвинула обвинение против Романа Поланского в том, что он изнасиловал её во время съёмок фильма. На тот момент актрисе было 16 лет.

## В ролях
- Уолтер Маттау — Томас Бартоломью Ред, пиратский капитан
- Крис Кэмпион — Жан Батист Лягушонок, юнга капитана Редса
- Шарлотта Льюис — Донья Мария-Долорес Эухенья дель Алькальд, племянница губернатора Маракайбо
- Олу Джейкобс — Джозеф Серафим Амадеус Бумако, кок «Нептуна»
- Дэмиен Томас — Дон Альфонсо Фелиппе Саламанка де ла Торре, испанский лейтенант
- Ферди Мейн — Дон Хосе Мария Алонсо Ордуньеса де Линарес и Эскобара, капитан «Нептуна»
- Ричард Пирсон — Дон Антонио Фуэнтос, судовой священник «Нептуна»
- Дэвид Келли — Хуанито, судовой врач «Нептуна»
- Билл Фрезер — Дон Арчибальдо де Эстебан, губернатор Маракайбо
- Рой Киннир — голландец, пиратский купец
- Даниэль Эмилфорк — Хендрик, слуга голландца
- Энтони Пек — испанский офицер
- Энтони Доусон — испанский офицер
- Ричард Дью — испанский офицер
- Жак Мори — испанский офицер
- Хосе Сантамария — военный
- Эндрю Робинсон — пленный адвокат
- Роберт Дорнинг — командир морской пехоты
- Люк Джамати — Пепито Гонсалес, матрос
- Эмилио Фернандес — Анхелито
- Владислав Комар — Хесус

## Награды и номинации
Награды
- 1987 — Премия «Сезар» за лучший дизайн костюмов (Энтони Пауэлл)
- 1987 — Премия «Сезар» за лучшую работу художника (Пьер Дюффруа)

Номинации
- 1987 — Премия «Оскар» за лучший дизайн костюмов (Энтони Пауэлл)
- 1987 — Премия «Сезар» самому многообещаемому актёру (Крис Кэмпион)